# Osteschau

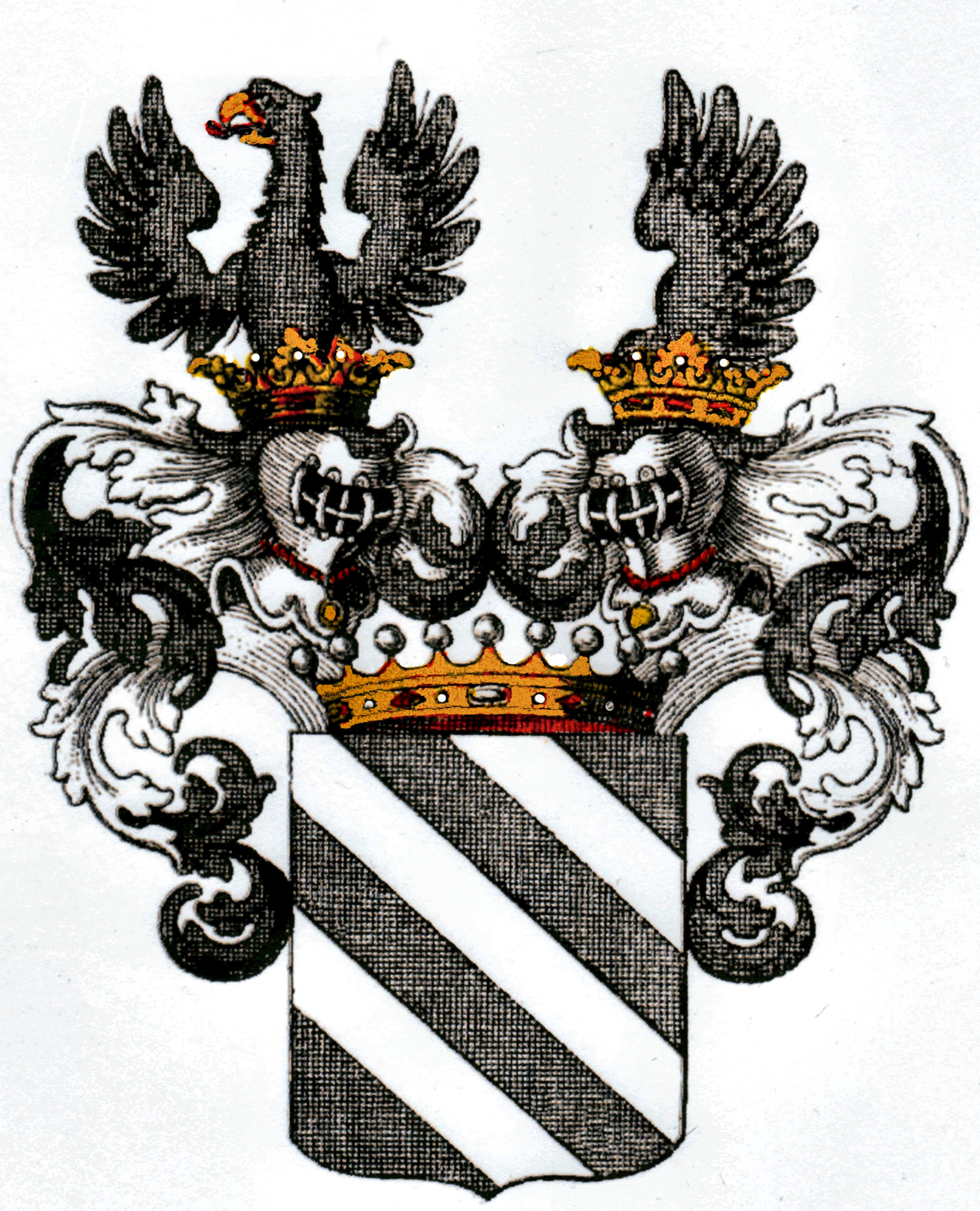
Wappen der Grafen von Osteschau 1719

Die Grafen und Herren von Osteschau (auch Ostechau bzw. Ostischau oder Ostichau, tschechisch Ostašovští z Ostašova) waren ein ursprünglich aus Preußen stammendes, mährisches Adelsgeschlecht.

## Geschichte

### Im Deutschordensstaat und Herzogtum
Simon von Ostichau wurde laut Komturbuch des Truchsesses Niotze von Oslanin 1369 mit Oslanin belehnt. Rüdiger von Ostischau, Sohn oder Enkel des Obigen, war Komtur des Deutschen Ordens in Nessau (Nassaw) 1382–1388, eine doppelte Stellung. Einerseits war er oberster Beamter der Ordensburg und nächster Vorstand des Hauskonvents, andererseits Verwalter des seiner Ordensburg zugewiesenen Landesbezirks, was der Position eines späteren Landrats entsprach.
Danach muss es zu einer Trennung in zwei Linien gekommen sein, wobei sogar die Wappen unterschiedlich geführt worden sind.

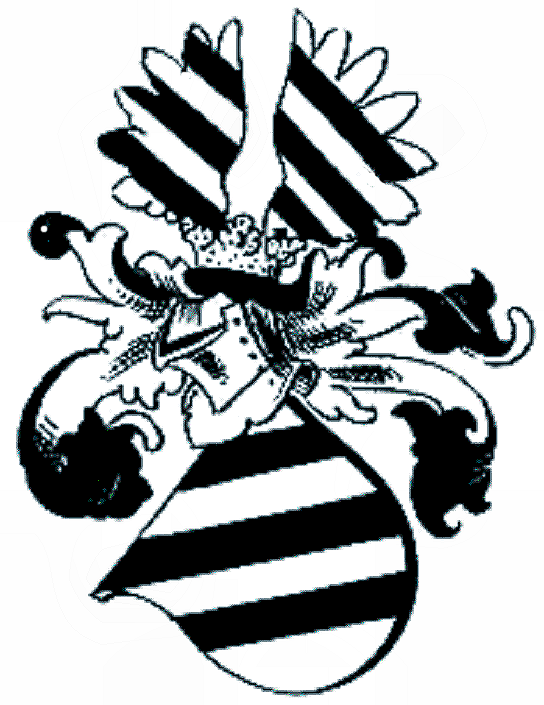
Wappen der Ritter von Osteschau 1600

### Von Preußen nach Böhmen und Mähren
Am 2. April 1600 fand in Königsberg eine sessione extraordinaria des Hohensteinschen Landgerichts statt, in der eine Adelsprobe des Niklas von Ostischau aus dem Hause Seelesen (Żelazno), welcher nach Böhmen und Mähren gezogen war und sich im letzteren Lande niedergelassen hatte, vorgenommen. Er bedurfte zur Anerkennung als Edelmann und Aufnahme in die Rittermatrikel ein Attest. Er wies einerseits die Privilegien und Rechte für sein Stammgut Seelesen als eines Ritterguts nach und der darin vorkommenden Erwähnung seines Ahnherrn mit den Prädikaten und Prärogativen eines Edelmanns, andererseits legte er acht gemalte Wappenschilde, welche im Patent mit den Farben ganz genau beschrieben werden, unter Angabe des Verwandtschaftsverhältnisses der Wappenträger vor, die seinen Adel und seine Abstammung bewiesen. Zwölf mitgebrachte Standesgenossen anerkannten die Wappenschilde und „bekannten sich zu ihnen, ohne dass gerade ihnen die Wappen alle angehörten“. Nur von seinen beiden leiblichen Vettern Caspar und Andreas von Ostischau hieß es, dass sie zu ihrem eigenen Wappen – zugleich dem des Produzenten – „als ihrem Heerschild, so wie zu den nachfolgenden anderen Schilden geschworen und sich bekannt hatten“. Die ganze zu Königsberg am 22. April 1600 im Namen des Herzogs ausgefertigte und von den Oberräten unterzeichnete Urkunde enthielt nicht etwa das Protokoll des Landgerichts als Inserat, sondern gab das Resümee der Zeugenanhörung und die Wappenbeschreibung im eigenen Tenor an.

### In Mähren
Andreas von Osteschau auf Teichowitz († 1649/1650), wohl des oben erwähnten Niklas Cousin oder ein Sohn, wurde aus dem Ritterstand des Znaimer Kreises 1629 von den Ständen unter die Kommissarien gewählt, die ein besseres Kontributionssystem bearbeiten sollten (gedruckter Landtagsschluss 1629). Er kaufte 1629 das Gut Taikowitz im Znaimer Kreise vom Grafen Nachod für 40.000 Mährische Gulden und 1637 das Gut Mislibořitz (Myslibořice) auch in diesem Bezirk um 21.000 Rheinische Gulden. Der Adlige kam auch später sehr häufig in ständische Kommissionen, war desgleichen kaiserlicher Landtagskommissär, wurde vom Olmützer Bischof Kardinal Franz Seraph von Dietrichstein, der zugleich Landeshauptmann von Mähren war, 1633 zu einem der Kommissare zur Einnahme der Landesanlagen ernannt, war kaiserlicher Rat und Landrechtsbeisitzer und 1642 Kreishauptmann des Znaimer Kreises. Wegen seiner Funktionen als kaiserlicher Rat und Kreishauptmann im Znaimer Kreis wurde er von Kaiser Ferdinand III. am 5. Mai 1642 zu Wien in den Freiherrenstand erhoben.
Andreas’ Söhne Niklas Hynek (Ignaz) und Johann Georg teilten in einer Erbteilung von 1651 die Güter: Niklas Hynek erhielt Mislibořitz, Johann Georg Teichowitz. Im Juli 1661 kauften Niklas Hynek, Hauptmann des Znaimer Kreises und seine Gemahlin Lukretia Gräfin von Werdenburg, die er am 15. März 1653 geheiratet hatte Neu Serowitz (Nové Syrovice) dem Ernst Vollmar Freiherr von Schaumburg ab. Nach Lukretias Tod teilten sich ihre Erben die Hinterlassenschaft am 26. September 1682 dergestalt, dass die ältere Tochter Anna Franziska, vermählte von Ginger, die Güter Mislibořitz und Ratkowitz im Wert von 44.000 Floren, Maria Katharina Freiin von Kunitz, geborene von Osteschau, Neu Serowitz und Krutschitz im Werte von 40.000 Floren, übernahmen. Ein Rechtsstreit, welcher der nächste Erbe ab intestato, Andreas Christoph Freiherr von Osteschau, wegen des Besitzes erhob, endete am 7. Jänner 1690 damit, dass ihm sowohl Serowitz als auch Mislibořitz zugesprochen wurden. Ersteres trat er am 10. März 1709 seinem einzigen Sohn Franz Karl Joseph ab.
Franz Karl Joseph, kaiserlicher Rat und Landrechtsbesitzer in Mähren, wurde von Kaiser Karl VI. am 16. August 1719 zu Wien in den Grafenstand erhoben. Er war verheiratet mit Katharina Eva Freiin Sack von Bohuniowitz. Er vererbte Serowitz, Mislibořitz, Jatschkau, Krutschitz und Radkowitz letztwillig am 22. Juli 1742 seinen Söhnen Kaspar und Filipp. Im Jahr 1782 starb der letzte Mann des gräflichen von Osteschauschen Geschlechtes, und seine 5 weibliche Erben, Maria Franziska verwitwete Freiin von Zillern, Maria Anna von Retz, Maria Barbara verwitwete Freiin von Eiselsberg, Maria Katharina Gräfin von Braida (* 28. Oktober 1729 in Brünn; † 1788 in Ratschitz) und Maria Antonia Freiin von Locella (* 13. Oktober 1730), alle geborene Gräfinnen von Osteschau, verkauften Neu Serowitz am 1. November 1783 für 120.000 Rheinische Gulden dem Grafen Johann von Nimptsch.
Die Erben des Anton Freiherrn von Pugnetti verkauften Weiss-Ölhütten (Bílá Lhota) im Jahr 1782 für 28.000 Floren an Katharina Gräfin von Braida. Deren Besitzungen erbten im Jahr 1788 ihre Töchter. Katharinas Tochter Maria Anna (1750–1793), Gattin des Maximilian Freiherrn Putz von Rolsberg (1739–1797), erbte Weiss-Ölhütten. Dieser Besitz gehörte der Familie Rolsberg bis 1945. Die übrigen Güter wurden von den anderen weiblichen Mitgliedern des Hauses im Laufe der Zeit allesamt veräußert.

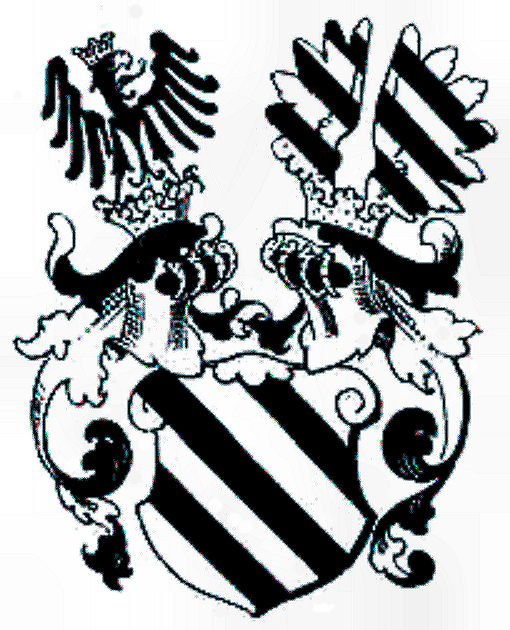
Wappen der Freiherren von Osteschau 1642

## Wappen
1719: Der Schild in Schwarz darauf drei schrägrechte, silberne Balken. Auf dem Schild ruht die Grafenkrone. Über der Krone zwei einwärtsgekehrte, golden gekrönte Helme. Auf dem rechten Helm ein wachsender, auswärtssehender, schwarzer Adler mit goldenem Schnabel und roter Zunge, auf dem linken ein nach außen offener, schwarzer Adlersflug. Die Helmdecken sind schwarz-silbern.